# Michael Grüttner

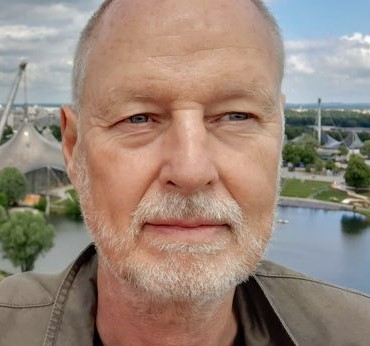
Michael Grüttner, 2019

Michael Grüttner (* 10. Februar 1953 in Baden-Baden) ist ein deutscher Historiker und außerplanmäßiger Professor i. R. für Neuere Geschichte an der Technischen Universität Berlin. Grüttner ist Experte für die Wissenschafts- und Universitätspolitik in der Zeit des Nationalsozialismus.

## Leben
Michael Grüttner wurde als Sohn der Ärztin Gunda und des Arztes und Hochschullehrers Rolf Grüttner geboren. Nach dem Abitur am Hamburger Johanneum studierte Grüttner ab 1972 Geschichte, Philosophie und Soziologie an der Universität Hamburg. 1983 wurde er am Historischen Seminar in Hamburg (bei Klaus Saul) zum Dr. phil. promoviert. 1984 ging er an die Technische Universität Berlin, wo er zunächst als Wissenschaftlicher Mitarbeiter bei Reinhard Rürup und dann als Hochschulassistent tätig war. 1994 habilitierte er sich an der Technischen Universität Berlin. Zwischen 1998 und 2002 war er Visiting Professor an der University of California, Berkeley. Von 2003 bis 2018 lehrte er als außerplanmäßiger Professor für Neuere Geschichte an der TU Berlin. Von 2018 bis 2021 leitete er das DFG-Projekt „Die Vertreibung von Wissenschaftlerinnen und Wissenschaftlern aus den deutschen Universitäten 1933–1945“.
Grüttner ist verheiratet und hat zwei Kinder.

## Wirken
Grüttners Schwerpunkte in Forschung und Lehre liegen in der Sozialgeschichte des 19. und 20. Jahrhunderts, der Universitätsgeschichte, der Geschichte des Nationalsozialismus und der Spanischen Geschichte. Für die 10. Auflage des klassischen Handbuchs der Deutschen Geschichte, den Gebhardt, verfasste er den Band über das Dritte Reich in den Jahren 1933–1939.
Viele seiner Veröffentlichungen beschäftigen sich mit der Geschichte der Hochschulen im Nationalsozialismus. Dazu gehören unter anderem seine Habilitationsschrift Studenten im Dritten Reich (1995), eine kollektivbiografische Studie über die nationalsozialistische „Säuberung“ der Universitäten, die unter dem Titel Ausgegrenzt (2023) erschien, sowie das Buch Talar und Hakenkreuz. Die Universitäten im Dritten Reich (2024), das von der Süddeutschen Zeitung als „großartige Gesamtdarstellung über die Universitäten im Dritten Reich“ gewürdigt wurde.

## Schriften (Auswahl)

### Bücher
- Talar und Hakenkreuz. Die Universitäten im Dritten Reich. C.H. Beck, München 2024, ISBN 978-3-406-81342-9.[5]
- Ausgegrenzt. Entlassungen an den deutschen Universitäten im Nationalsozialismus. Biogramme und kollektivbiografische Analyse, de Gruyter, Berlin 2023, ISBN 978-3-11-123678-0.
- Das Dritte Reich 1933–1939 (= Gebhardt. Handbuch der deutschen Geschichte. Band 19). Klett-Cotta, Stuttgart 2014, ISBN 978-3-608-60019-3. Erweiterte Fassung: Brandstifter und Biedermänner. Deutschland 1933–1939. Klett-Cotta, Stuttgart 2015, ISBN 978-3-608-94916-2. Lizenzausgabe Bundeszentrale für politische Bildung, Bonn 2016.[6]
- Die Berliner Universität zwischen den Weltkriegen 1918–1945 (= Geschichte der Universität Unter den Linden. Band 2). In Zusammenarbeit mit Christoph Jahr, Sven Kinas, Anne Christine Nagel und Jens Thiel. Akademie, Berlin 2012, ISBN 978-3-05-004667-9.[7]
- Biographisches Lexikon zur nationalsozialistischen Wissenschaftspolitik. Synchron, Heidelberg 2004, ISBN 3-935025-68-8.[8]
- Studenten im Dritten Reich. Geschichte der deutschen Studentenschaften 1933–1945. Schöningh, Paderborn 1995, ISBN 3-506-77492-1 (zugleich: Habil.-Schrift, Technische Universität Berlin, 1994).[9]
- Arbeitswelt an der Wasserkante. Sozialgeschichte der Hamburger Hafenarbeiter 1886–1914 (= Kritische Studien zur Geschichtswissenschaft. Band 63). Vandenhoeck & Ruprecht, Göttingen 1984, ISBN 3-525-35722-2 (zugleich: Dissertation, Universität Hamburg, 1983).
- Wem die Stadt gehört – Stadtplanung und Stadtentwicklung in Hamburg 1965–1975. Verlag Association, Hamburg 1976, ISBN 3-88032-042-X.

### Herausgeberschaften
- mit Rüdiger Hachtmann und Heinz-Gerhard Haupt: Geschichte und Emanzipation. Festschrift für Reinhard Rürup. Campus, Frankfurt am Main 1999, ISBN 3-593-36202-3.
- mit John Connelly: Zwischen Autonomie und Anpassung. Universitäten in den Diktaturen des 20. Jahrhunderts. Schöningh, Paderborn 2003, ISBN 978-3-506-71941-6 (englische Ausgabe: Universities under Dictatorship, Penn State University Press, 2005).
- mit Rüdiger Hachtmann, Konrad H. Jarausch, Jürgen John: Gebrochene Wissenschaftskulturen. Universität und Politik im 20. Jahrhundert. Vandenhoeck & Ruprecht, Göttingen 2010, ISBN 978-3-525-35899-3.

### Aufsätze
- The Expulsion of Academic Teaching Staff from German Universities, 1933–45. In: Journal of Contemporary History 57 (2022), S. 513–533.
- National Socialists and Conservative Nationalists in Germany 1933–1938. In: Ismael Saz, Zira Box, Toni Morant, Julián Sanz (Hrsg.): Nationalists, Fascists and Dictatorships in the Twentieth Century. Palgrave Macmillan, Cham 2019, ISBN 978-3-030-22410-3, S. 259–277.
- Soziale Hygiene und Soziale Kontrolle. Die Sanierung der Hamburger Gängeviertel 1892–1936. In: Arno Herzig, Dieter Langewiesche, Arnold Sywottek (Hrsg.): Arbeiter in Hamburg. Unterschichten, Arbeiter und Arbeiterbewegung seit dem ausgehenden 18. Jahrhundert. Verlag Erziehung und Wissenschaft, Hamburg 1983, ISBN 3-8103-0807-2, S. 359–371.
- Die Hütten der Armut und des Lasters. In: Volker Plagemann (Hrsg.): Industriekultur in Hamburg. Des Deutschen Reiches Tor zur Welt. Beck, München 1984, ISBN 978-3-406-09675-4, S. 224–243.